# Lotto Soudal Ladies/2016
Deze pagina geeft een overzicht van Lotto Soudal Ladies in 2016.

## Rensters
| Naam                | Geboortedatum | Nationaliteit | Ploeg 2015                  |
| ------------------- | ------------- | ------------- | --------------------------- |
| Isabelle Beckers    | 04-03-1983    | België        |                             |
| Jessie Daams        | 28-05-1990    | België        |                             |
| Lieselot Decroix    | 12-05-1987    | België        |                             |
| Sofie De Vuyst      | 02-04-1987    | België        | Lensworld.eu - Zannata      |
| Elise Delzenne      | 28-01-1989    | Frankrijk     | Velocio-SRAM                |
| Chantal Hoffmann    | 30-10-1987    | Luxemburg     |                             |
| An-Li Kachelhoffer  | 16-08-1987    | Zuid-Afrika   | ?                           |
| Willeke Knol        | 10-04-1991    | Nederland     | Liv-Plantur                 |
| Lotte Kopecky       | 10-11-1995    | België        | Topsport Vlaanderen-Pro-Duo |
| Claudia Lichtenberg | 17-11-1985    | Duitsland     | Liv-Plantur                 |
| Anouk Rijff         | 06-04-1996    | Nederland     |                             |
| Fenne Vanhoutte     | 06-07-1997    | België        | Neo                         |
| Anisha Vekemans     | 17-08-1991    | België        |                             |
| Susanna Zorzi       | 13-03-1992    | Italië        |                             |

2006 · 2007 · 2008 · 2009 · 2010 · 2011 · 2012 · 2013 · 2014 · 2015 · 2016 · 2017 · 2018 · 2019 · 2020 · 2021 · 2022 · 2023 · 2024